# Álvaro Cumplido de Sant'Anna
Álvaro Cumplido de Sant’Anna (Rio de Janeiro, 26 de maio de 1896 – 28 de agosto de 1980) foi um médico brasileiro.
Foi eleito membro da Academia Nacional de Medicina em 1929.
Álvaro Cumplido de Sant’Anna foi também Presidente de Honra da Associação Espanhola de Urologia, Medalha do Pacificador do Exército Brasileiro, Comendador da Ordem de Isabel a Católica da Espanha, Grã-Cruz da Ordem do Mérito Médico, Medalha de Honra do Ministério da Guerra da França, Medalha da Vitória e Cruz de Campanha do governo do Brasil.